# Newburg (Missouri)
Newburg è un comune degli Stati Uniti d'America, situato nello Stato del Missouri, nella contea di Phelps.